# Krnjići
Krnjići su naselje u općini Srebrenica, Republika Srpska, BiH.

## Stanovništvo
Nacionalni sastav stanovništva 1991. godine, bio je sljedeći:
ukupno: 124
- Srbi - 113
- Bošnjaci - 11